# Englewood (Colorado)
Englewood è un centro abitato (city) degli Stati Uniti d'America, situato nella contea di Arapahoe dello Stato del Colorado. Nel 2007 la popolazione era di 32 532 abitanti.

## Geografia fisica
Secondo i rilevamenti dell'United States Census Bureau, Englewood si estende su una superficie di 17,1 km².